# Károly Balzsay
Karoly Balzsay est un boxeur hongrois né le 23 juillet 1979 à Kecskemét.

## Carrière
Médaillé d'argent aux championnats d'Europe de boxe amateur en 2002 dans la catégorie poids moyens, il devient champion du monde WBO des super moyens le 10 janvier 2009 après avoir battu aux points le russe Denis Inkin.
Il conserve cette ceinture le 24 avril aux dépens de Maselino Masoe par KO dans la 11e reprise mais la cède le 22 août face à l'allemand Robert Stieglitz par abandon à l'appel de la 11e reprise.